# Premi e riconoscimenti di Sam Fender
Questa è una lista dei premi e dei riconoscimenti ricevuti da Sam Fender.

## BBC Music Sound of…
- 2018 – Candidatura come New Music Talent[1]

## Brit Awards
- 2019 – Critics’ Choice Award[2]
- 2020 – Candidatura come Best New Artist[3]
- 2022 – Candidatura come British Artist of the Year[4]
- 2022 – Best Rock/Alternative Act[5]
- 2022 – Candidatura come British Album of the Year per Seventeen Going Under[4]
- 2025 – Candidatura come British Artist of the Year[6]
- 2025 – Best Alternative/Rock Act[6]

## FanFair Alliance Award
- 2019 – Outstanding Contribution to Live Music (con il manager Owain Davies)[7]

## Global Awards
- 2020 – Candidatura come Best Indie Act[8]
- 2022 – Best Indie Act[9]
- 2022 – Candidatura come Best British Act[9]
- 2023 – Candidatura come Best Indie Act[10]
- 2023 – Candidatura come Best British Act[10]
- 2023 – Candidatura come Best Male[10]

## Ivor Novello Awards
- 2020 – Candidatura come Best Song Musically and Lyrically per Dead Boys[11]
- 2022 – Best Song Musically and Lyrically per Seventeen Going Under[12]

## Mercury Prize
- 2022 – Candidatura come Album of the Year per Seventeen Going Under[13]

## NME Awards
- 2020 – Candidatura come Best New Act in the World[14]
- 2020 – Candidatura come Best New British Act[14]
- 2022 – Best Album by a UK Artist per Seventeen Going Under[15]
- 2022 – Best Album in the World per Seventeen Going Under[15]
- 2022 – Candidatura come Best Solo Act from the UK[15]
- 2022 – Candidatura come Best Solo Act in the World[15]
- 2022 – Candidatura come Best Song by a UK Artist per Seventeen Going Under[15]
- 2022 – Candidatura come Best Song in the World per Seventeen Going Under[15]

## Northern Music Awards
- 2024 – Candidatura come Artist of the Year[16]

## Official Charts Company Specialist Awards (OCC UK)
- 2019 – #1 Official Albums Chart Top 100 per Hypersonic Missiles[17]
- 2019 – #1 Official Albums Chart Update per Hypersonic Missiles[17]
- 2019 – #1 Official Scottish Albums Chart per Hypersonic Missiles[17]
- 2019 – #1 Official Albums Sales Chart per Hypersonic Missiles[17]
- 2019 – #1 Official Album Downloads Chart per Hypersonic Missiles[17]
- 2019 – #1 Official Physical Albums Chart per Hypersonic Missiles[17]
- 2019 – #1 Official Vinyl Albums Chart per Hypersonic Missiles[17]
- 2021 – #1 Official Albums Chart Top 100 per Seventeen Going Under[18]
- 2021 – #1 Official Albums Chart Update per Hypersonic Missiles[17]
- 2021 – #1 Official Scottish Albums Chart per Hypersonic Missiles[17]
- 2021 – #1 Official Albums Sales Chart per Hypersonic Missiles[17]
- 2021 – #1 Official Album Downloads Chart per Hypersonic Missiles[17]
- 2021 – #1 Official Physical Albums Chart per Hypersonic Missiles[17]
- 2021 – #1 Official Vinyl Albums Chart per Hypersonic Missiles[17]
- 2021 – #1 Official Record Store Chart per Hypersonic Missiles[17]
- 2022 – #1 Official Singles Sales Chart per Seventeen Going Under[19]
- 2022 – #1 Official Physical Singles Chart per Seventeen Going Under[19]
- 2022 – #1 Official Vinyl Singles Chart per Seventeen Going Under[19]
- 2022 – #1 Official Vinyl Albums Chart per Live from Finsbury Park[20]
- 2023 – #1 Official Physical Singles Chart per Wild Grey Ocean[21]
- 2023 – #1 Official Vinyl Singles Chart per Wild Grey Ocean[21]
- 2024 – #1 Official Singles Sales Chart per People Watching[22]
- 2024 – #1 Official Physical Singles Chart per People Watching[22]
- 2025 – #1 Official Vinyl Singles Chart per People Watching[22]
- 2025 – #1 Official Albums Chart Top 100 per People Watching[23]
- 2025 – #1 Official Albums Chart Update per People Watching[24]
- 2025 – #1 Official Scottish Albums Chart per People Watching[25]
- 2025 – #1 Official Albums Sales Chart per People Watching[26]
- 2025 – #1 Official Album Downloads Chart per People Watching[27]
- 2025 – #1 Official Physical Albums Chart per People Watching[28]
- 2025 – #1 Official Vinyl Albums Chart per People Watching[29]
- 2025 – #1 Official Record Store Chart per People Watching[30]
- 2025 – #1 Official Vinyl Albums Chart per Me and the Dog
- 2025 – #1 Official Record Store Chart per Me and the Dog

## Q Awards
- 2019 – Candidatura come Q Breakthrough Act[31]

## Rolling Stone UK Awards
- 2022 – Best Song of the Year Award per Seventeen Going Under[32]

## Scottish Music Awards
- 2021 – Best UK Award[33]

## South Bank Sky Arts Award
- 2022 – Candidatura come Pop Award per Seventeen Going Under[34]

## UK Music Video Awards
- 2019 – Best Rock Video − UK per Dead Boys[35]
- 2020 – Candidatura come Best Rock Video − UK per The Borders[36]
- 2021 – Candidatura come Best Rock Video − UK per Seventeen Going Under[37]
- 2022 – Candidatura come Best Rock Video − UK per Getting Started (Director’s Cut)[38]
- 2022 – Best Rock Video − UK per Spit of You[39]
- 2022 – Candidatura come Best Color Grading in a Video per Get You Down[38]